# Saviour Kombe
Pour les articles homonymes, voir Kombé.
Saviour Kombe (né le 3 août 1991) est un athlète zambien, spécialiste du 400 m.
Le 12 août 2014, il porte son record personnel sur 400 m à 45 s 27 à Marrakech. Dans la même ville, il permet à l'équipe africaine de terminer première de la Coupe continentale d'athlétisme 2014 en 3 min 0 s 02, un mois après.